# Agatasa calydonia
Agatasa calydonia là một loài bướm ở miền nam Myanma, qua bán đảo Mã Lai, đến Borneo, Sumatra và Philippines. It is also found in India. Nó thuộc phân họ Charaxinae trong họ Nymphalidae. Nó thuộc chi đơn loài Agatasa.

## Hình ảnh

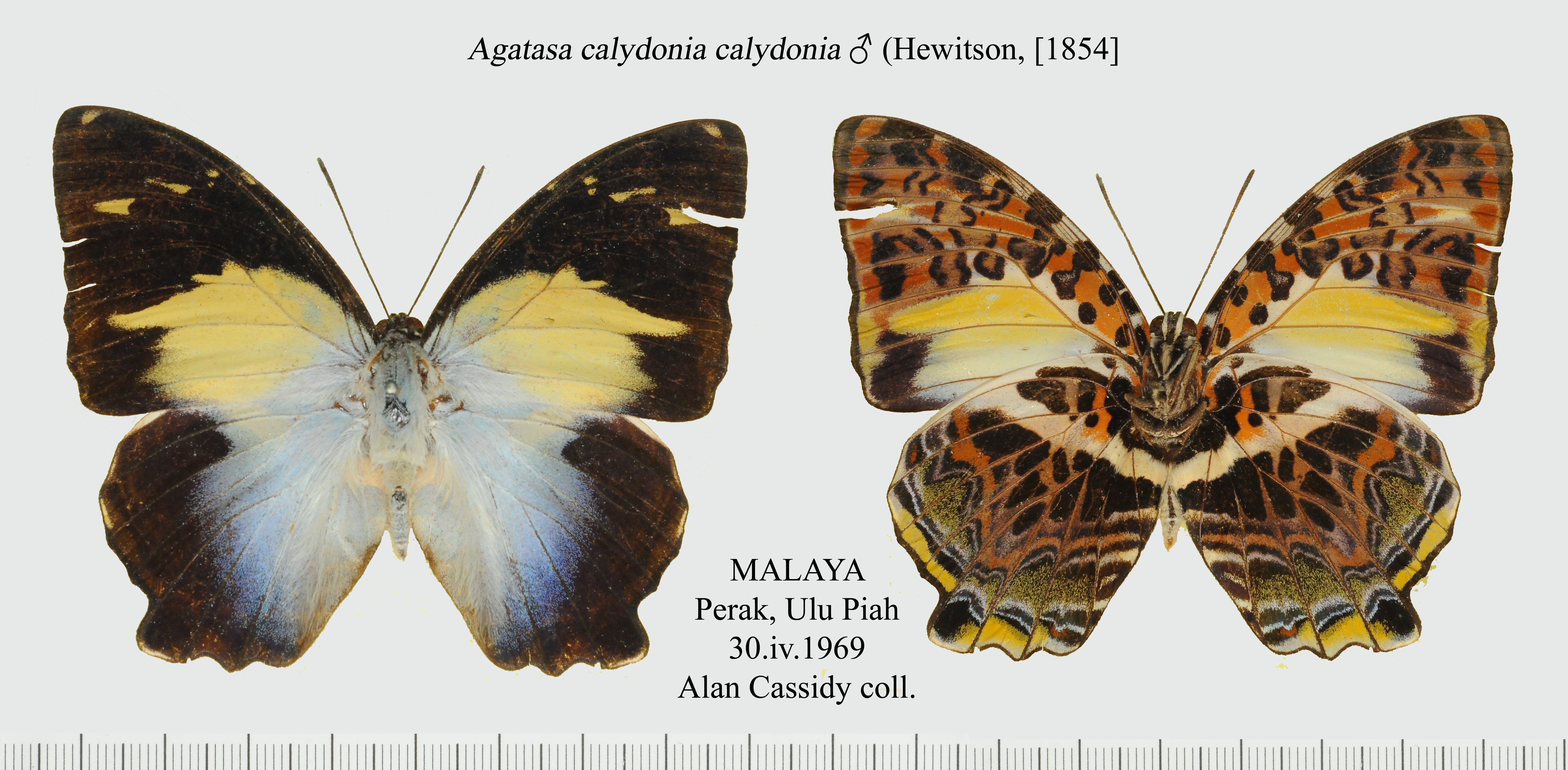
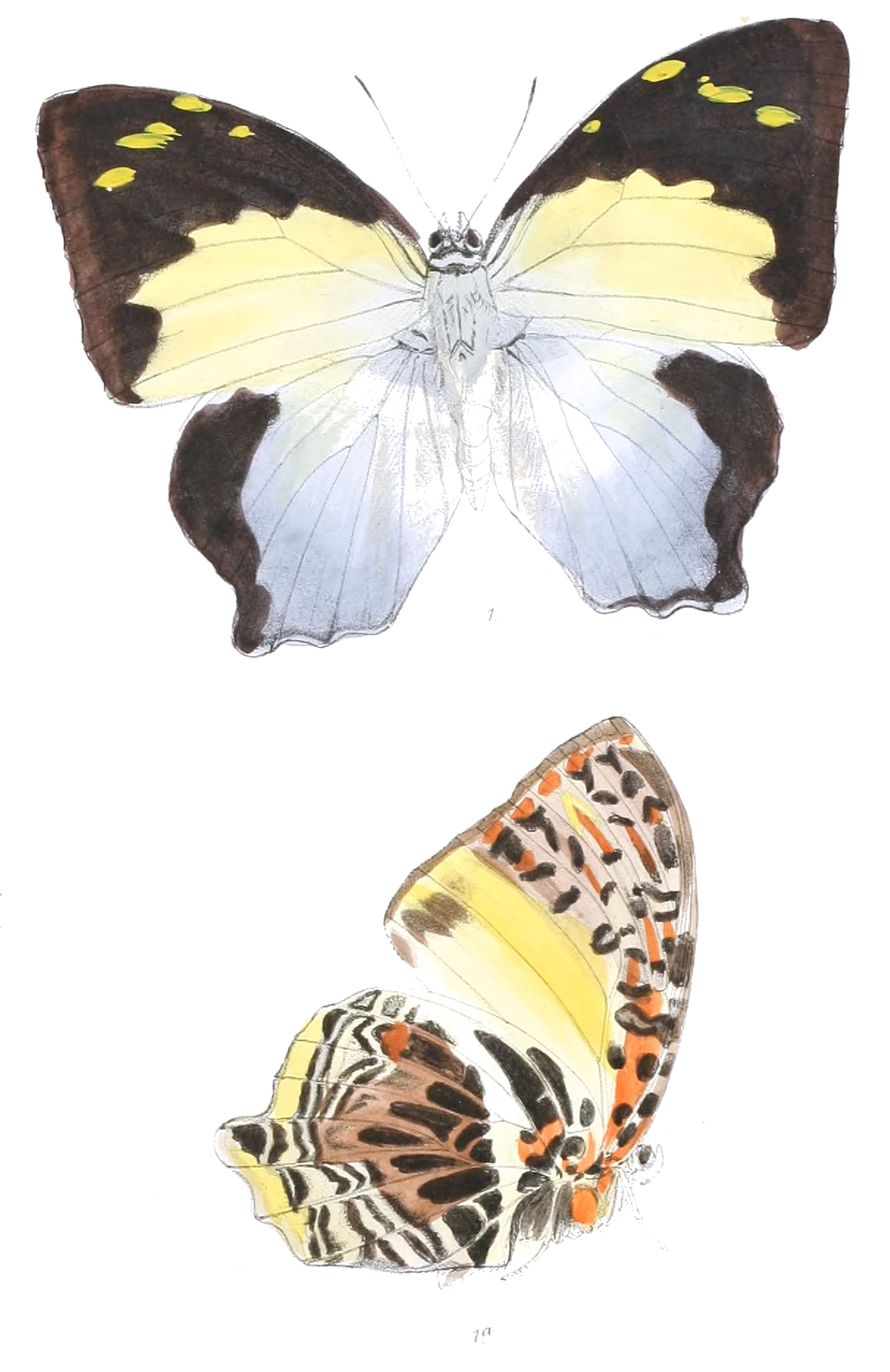
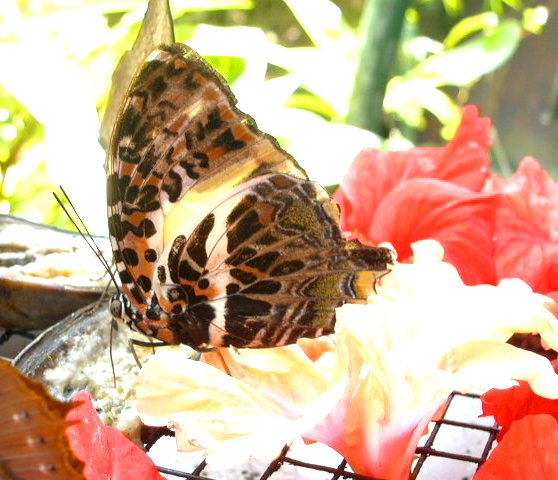